# Dena'ina
Ne doit pas être confondu avec Tananas.

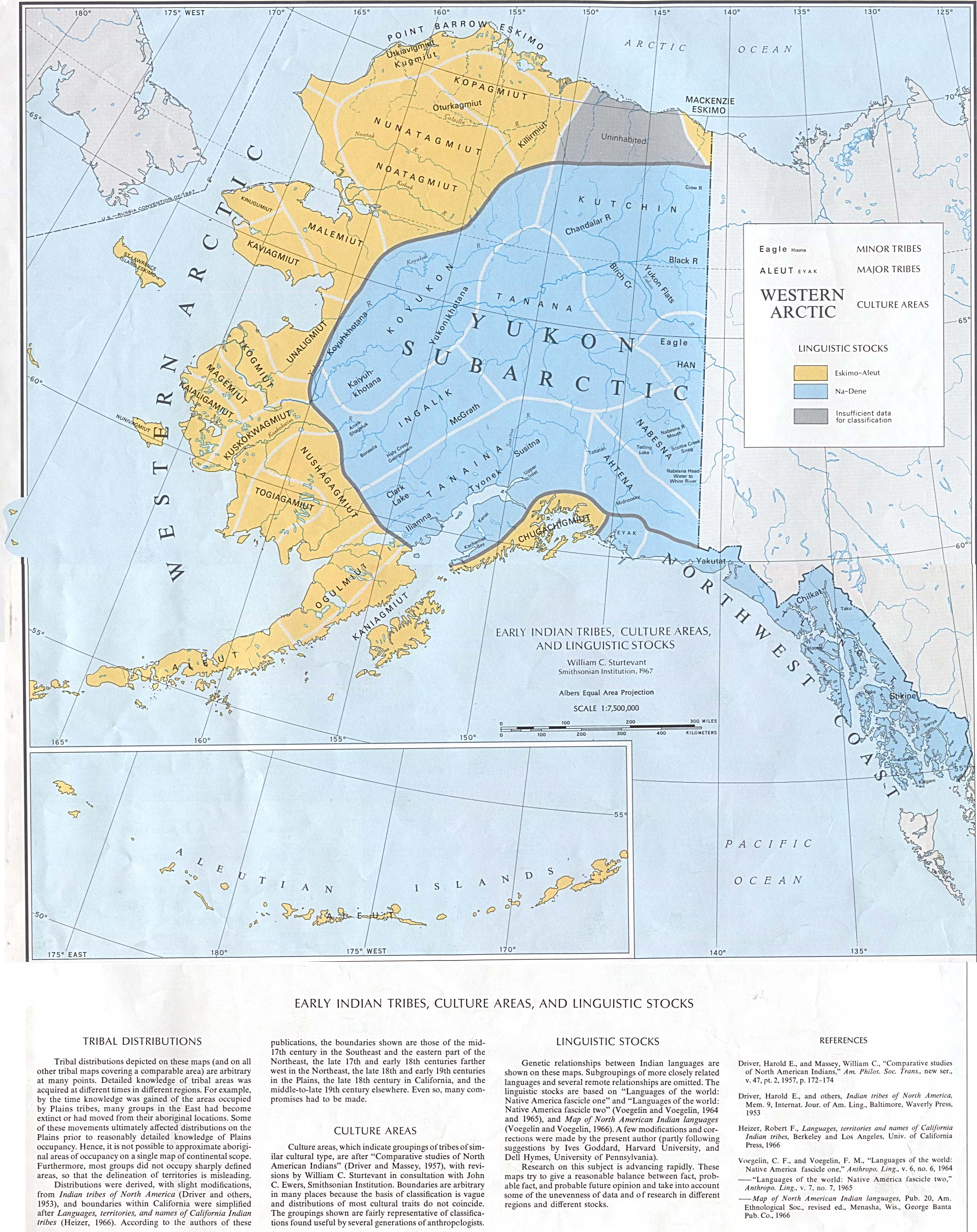
Langues autochtones d'Alaska.

Les Dena'ina, également Tanaina, sont un peuple autochtone de l'Alaska, une tribu étendue de la lignée d'Indiens d'Amérique. Ils sont les premiers habitants du centre-sud de l'Alaska allant de la région Seldovia dans le sud à Chickaloon dans le nord-est, Talkeetna dans le nord, Lime Village dans le Nord-Ouest et Pedro Bay, dans le Sud-Ouest. 
Le nom signifie « le peuple », et est lié au nom préféré pour le peuple Navajo « Dene ». Le nom Dena'ina pour Cook Inlet est Tikahtnu voulant dire « Rivière Grande Eau » ou Nuti signifiant « Eau Salée ». Les Dena'ina sont les seuls groupes athabascans du nord à vivre sur l'eau salée, ce qui leur a permis d'avoir le mode de vie plus sédentaire de tous les athabascans du nord. 
Leur langue traditionnelle, dena'ina, compte actuellement environ 70-75 personnes le parlant couramment sur une population totale d'environ 1400. Dena'ina est l'une des onze langues athabascanes d'Alaska. Il y a quatre dialectes primaires de dena'ina : Inland, Iliamna, Upper Inlet, et Outer Inlet. 
La ville d'Anchorage a choisi d'honorer les Dena'ina en nommant le nouveau centre des congrès de la ville le « Civic Dena'ina Convention Center ».
Le pays des Dena’ina englobe plus de 41 000 miles carrés (la taille du Kentucky) au centre sud de l’Alaska. Les Dena’ina vivent ici depuis plus de mille ans. Ils ont vécu beaucoup de changements, surtout durant les deux derniers siècles, mais les valeurs et les traditions principales se sont adaptées et ont survécu. Comme les Dena’ina disent : « Nous sommes toujours là. ».